# 24-й Нью-Йоркский пехотный полк
24-й Нью-Йоркский пехотный полк (24th New York Infantry Regiment, также Oswego County Regiment) — представлял собой один из пехотных полков армии Союза во время Гражданской войны в США. Полк был набран в мае 1861 года в Нью-Йорке и участвовал во всех сражениях на Востоке, от второго сражения при Булл-Ран до сражения при Чанселорсвилле. Был расформирован в мае 1863 года в связи с истечением срока службы. Часть рядовых перешла в 76-й Нью-Йоркский пехотный полк.

## Формирование
Полк был набран и сформирован в лагере Элмайра (Elmira), штат Нью-Йорк, и 2 июля 1861 года был принят на службу в армию США сроком на два года, при этом датой начала службы считалось 17 мая. Роты полка были набраны в основном в Освего (A, B, C, F и I), в Пэрише (D), в Фултоне (Е и Н), в Сэнди-Крик (G) и Белливилле (К). Первым командиром полка стал полковник Тимоти Салливан, подполковником Самуэль Бэрдсли, майором Джонатан Тарбелл.

## Боевой путь
В тот же день, 2 июля, полк покинул штат, проследовал через Харрисберг и Балтимор и 3 июля прибыл в Вашингтон. Он встал лагерем на холме Меридиан-Хилл, где 21 июля его капсюльные мушкеты были заменены на винтовки Энфилда. 22 июля полк отправился в Арлингтон-Миллз, построил там укрепления и остался на этой позиции до 28 сентября. 4 августа полк включили в состав бригады Эразмуса Киза, а 9 ноября командование бригадой принял Кристофер Огур.
16 декабря майор Тарбелл покинул полк и стал полковником 91-го Нью-Йоркского пехотного полка. Звание майора получил капитан Эндрю Барней из роты К.
В марте бригада Огура стала 1-й бригадой 3-й дивизии (Руфуса Кинга) I корпуса Потомакской армии.